# Капетан Америка: Врли нови свет
Капетан Америка: Врли нови свет (енгл. Captain America: Brave New World) је амерички суперхеројски филм из 2025. године, заснован на лику Сема Вилсона / Капетана Америке из Марвелових стрипова. Четврто је остварење у серијалу Капетан Америка, 35. је филм Марвеловог филмског универзума и континуација мини-серије Фалкон и Зимски војник (2021). Филм је режирао Џулијус Она, који је и написао сценарио заједно са Робом Едвардсом, Малколмом Спелманом, Даланом Масоном и Питер Гланз. Главне улоге тумаче Ентони Маки, Дени Рамирез, Шира Хас, Карл Ламбли, Зоша Рокемор, Ђанкарло Еспозито, Лив Тајлер, Тим Блејк Нелсон и Харисон Форд. Радња прати Сема Вилсона који се налази у центру међународног инцидента.
Капетан Америка: Грађански рат (2016) је сматран завршетком трилогије Капетан Америка са Крисом Евансом у улози Стива Роџерса, док је лик Сема Вилсона постао нови Капетан Америка у мини-серији Фалкон и Зимски војник. Спелман и Масон, сценаристи ове серије, почели су да пишу сценарио за филм у априлу 2021, док је Маки тог августа потврдио да ће поновити своју улогу. Џулијус Она се придружио филму у јулу 2022, док је остатак глумачке екипе откривен септембра исте године. Филм је сниман од марта до јуна 2023. у Атланти и Вашингтону.
Филм је премијерно приказан 11. фебруара 2025. у Лос Анђелесу, док је у америчким биоскопима изашао три дана касније. Наишао је на помешане реакције критичара.

## Радња
Пет месеци након избора Тадијуса Роса за новог председника Сједињених Америчких Држава, он задужује новог Капетана Америку, Сема Вилсона, као и новог Фалкона, Хоакина Тореса, да спрече нелегалну продају тајног предмета који је украла група плаћеника позната као Змије. Сем и Хоакин успевају да обезбеде предмет у Оахаки, али Сајдвајндер, вођа групе, успева да побегне. Сем је несигуран у погледу укључивања Хоакина у будуће мисије, јер ниједан од њих нема супермоћи, за разлику од бившег Капетана Америке, Стива Роџерса. Након завршетка мисије, они посећују супервојника Исаију Бредлија, кога је Сем раније упознао током потраге за Флегсмешерима.
Касније, Рос позива Сема, Хоакина и Исаију, на Семов захтев, у Белу кућу, где организује самит са више светских лидера. Том приликом Рос износи предлог о реформирању Осветника и тражи Семову помоћ. Главна тема самита је нови метал, адамантијум, који је постао доступан свим нацијама након што је небесник Тиамут изронио из Индијског океана. Како би спречио трку у наоружању, Рос предлаже споразум који би регулисао ископавање и дистрибуцију адамантијума. Током свог говора, неколико људи, укључујући Исаију, изненада почињу да пуцају на Роса док се у позадини пушта песма Mr. Blue. Иако напад не успева, Исаија бежи, али га убрзо хапсе. Остали нападачи су испитани од стране Росове шефице обезбеђења, бивше Црне удовице, Рут Бат-Сераф, али они негирају било какву повезаност са нападом. Убрзо након тога, већина нападача је убијена од стране компромитованог чувара, осим Исаије.
У потрази за правим кривцем, Сема напада Сајдвајндер, али га он савладава након кратке борбе. Хоакин прати Сајдвајндеров позив до тајног објекта у Западној Вирџинији. У међувремену, односи између Роса и јапанских делегата постају напети. Рос схвата да иза свега стоји др Самјуел Стернс, који је стекао велику интелигенцију након што је био изложен крви др Бруса Банера. Рос је Стернса затворио у тајни објекат и обећао му слободу ако му помогне. Стернс потврђује своју умешаност у телефонском позиву након што убија свог чувара. Сем и Хоакин проналазе Стернса, који открива да је користио контролу ума за напад. Ипак, Стернс успева да побегне, док се они боре са војницима под његовом контролом, а Рут им се придружује.
У тајном објекту војног команданта Дениса Данфија, Сем разговара са Сајдвајндером и добија информације о Стернсовом плану освете Росу. У међувремену, Стернс убија адмирала и његову супругу како би директно контактирао Роса. Америчка и јапанска флота стижу до Тиамута, где обе стране покушавају да присвоје адамантијум. Стернс контролише умове двојице америчких пилота како би напали јапанску флоту, али Сем и Хоакин успевају да спрече ескалацију. У борби, Хоакин је тешко повређен. Рос открива Сему да му је Стернс направио лекове који му продужавају живот, али је тај лек садржао гама зрачење које је довело до његовог беса и трансформације.
Сем прима подршку од Бакија Барнса, који је сада кандидат за место у Конгресу. Данфи истражује Стернсов лек, али га Стернс убија пре него што открије истину. Касније, Стернс се предаје и бива ухапшен. На конференцији за новинаре, Рос губи контролу и трансформише се у Црвеног Хулка, уништавајући део Беле куће. Сем га подсећа на његову ћерку Бети, што га смирује. Рос добровољно одлази у затвор, где га посећују Сем и Бети. Након ових догађаја, Исаија бива ослобођен, адамантијумски споразум је ратификован, а Сем позива опорављеног Хоакина да се придружи Осветницима. У сцени након одјавне шпице, Стернс упозорава Сема на напад са других светова.

## Улоге
| Глумац                     | Улога                        |
| -------------------------- | ---------------------------- |
| Ентони Маки                | Сем Вилсон / Капетан Америка |
| Дени Рамирез               | Хоакин Торес / Фалкон        |
| Шира Хас                   | Рут Бат-Сераф                |
| Карл Ламбли                | Исаија Бредли                |
| Зоша Рокемор               | Лила Тејлор                  |
| Јоуханес Хејкур Јоуханесон | Коперхед                     |
| Ђанкарло Еспозито          | Сет Волкер / Сајдвајнер      |
| Лив Тајлер                 | Бети Рос                     |
| Тим Блејк Нелсон           | Самјуел Стернс / Лидер       |
| Харисон Форд               | Тадијус „Тандерболт” Рос     |
| Себастијан Стен            | Баки Барнс                   |
| Вилијам Марк Макало        | Денис Данфи                  |
| Такехиро Хира              | премијер Озаки               |